# Нидерциммерн
Нидерциммерн (нем. Niederzimmern) — община в Германии, на земле Тюрингия.
Входит в состав района Веймар. Подчиняется управлению Грамметаль. Население составляет 1027 человек (на 31 декабря 2010 года). Занимает площадь 13,23 км².

## История
К 876 году относится первое документальное упоминание Нидерциммерна как самостоятельной области в «Споре о десятинах» между архиепископами Фульды и Майнца на соборе в Ингельхайме [Требует проверки, в Кёльнских анналах упомянут только Ингельхаймский собор 994 года, где «было рассмотрено дело о беззаконии двух епископов», 876 год — смерть Людовика.]
После окончания Тюрингской графской войны (1342—1346), между рядом представителей старой аристократии и Веттинами за господство в Тюрингии, местность была передана эрфуртцам графом фон Орламюнде как вознаграждение за верную службу. Таким образом, в 1346 году вместе со своими общинными угодьями, Нидерциммерн оказался на восточной границе области Эрфурта. В это же время для защиты границы была возведена сторожевая башня высотой 252 метра над уровнем моря, которая стала местным символом.
После Венского конгресса Нидерциммерн отошел к герцогству Саксен-Веймар-Эйзенах, которое получило на конгрессе статус великого герцогства.
В 1852 году в Нидерциммерне было две церкви: Церковь Святого Бонифация в деревне Верхняя и нижняя Вигберткирхе в населенном пункте. Первая была разрушена в 1854 году. Остались 2 школы у церкви и один приход. Wigbertikirche приходит в старых районах в начале XV века. Стоит посмотреть здесь изображения галерей из Ветхого и Нового Завета и, в частности, эмблемы.
Нидерциммерн знаменит своим траурным залом, который был построен в 1914 году.
Курт Клюге (1886—1940) разработал памятник павшим в Первой мировой войне.
В пяти километрах на северо-восток от Нидерциммерна находится Бухенвальдский мемориал. В десяти километрах по восточному направлению находится Пещера Паркхол с пятисотметровыми подземными туннелями, Памятник Гёте и Шиллеру 1857 года перед зданием Национального театра, Музей Баухауз и Дом Шиллера в Веймаре.